# KANJANI∞ 20FES 〜前夜祭〜
『KANJANI∞ 20FES 〜前夜祭〜』（かんジャニエイト トゥウェンティフェス ぜんやさい）は、2023年9月9日にコニファーフォレストで開催された、関ジャニ∞のデビュー20周年記念ライブの前夜祭となる野外ライブ公演。

## 概要
- 本公演は、2023年9月9日に山梨・富士急ハイランドのコニファーフォレストでデビュー20周年記念ライブの前夜祭と開催された野外ライブ公演である[1][2][3][4][5]。
  - 野外ワンマンライブとしてはデビュー18周年記念野外ライブ公演『18祭』以来約1年振り、ワンマンライブとしてはドームツアー『関ジャニ∞ ドームLIVE 18祭』以来約8か月振りの開催。
  - 本公演の会場は、2021年発売のアルバム『8BEAT』の特典映像として開催された無観客シークレットライブ『8BEAT SECRET LIVE』の会場だったコニファーフォレストであり、約2年振りに有観客ライブとしての凱旋となった[2][3][4][5][6]。
- 2024年2月4日よりグループ名を「SUPER EIGHT」に改名したため[7]、本公演が「関ジャニ∞」名義で最後のライブとなった。
- 本公演は、関ジャニ∞が野外ロックフェスおよび野外ライブに出演する取り組み「KANJANI∞ FESTIVAL SESSIONS 2023[注 1]」の第3弾として開催された[2][6]。
- 本公演では、計2万人を動員し、前半は前述の「KANJANI∞ FESTIVAL SESSIONS 2023」として野外ロックフェスに出演した際のセットリストを中心にバンドスタイルのみで12曲、後半はエンターテインメントを全面に打ち出した8曲、計20曲を披露した[2][3][4][5][6]。
- 本公演は、配信プラットフォーム『Johnny's net オンライン』にて生配信された[8]。
- 会場では「BOY PARK」と題し、キッチンカーや飲食スペース、フォトスポットやグッズおよびCDなどの販売ブースが展開された[9]。
  - 会場のBOY PARK内のCDおよび映像作品販売ブースにて、関ジャニ∞の商品（CD・DVD・Blu-ray）を1会計の合計金額2,000円ごとにくじ引き券が配布され、特典引き換えブースにて、関ジャニ∞およびキャンジャニ∞のアニメーション画像であるBOYの絵柄（全12種）が描かれた『かわちぃマンシール』が先着で配布された[10][注 2]。
- 本公演にて、2024年にデビュー20周年を記念したアリーナ公演およびドーム公演を開催することが発表された[11][12][13][2][6]。
  - 本公演の終演後には、読売テレビ/日本テレビ系アニメ『め組の大吾 救国のオレンジ』のオープニングテーマとして、自身の新曲「アンスロポス」が起用されたことが発表された[11][12][13][2][3][4]。
- 本公演の模様は、50thシングル『アンスロポス』初回限定「冬」盤の特典Blu-ray/DVDにて全編収録された[14][15][16]。
- 2024年1月18日、本公演で披露された「LIFE〜目の前の向こうへ〜」のライブ映像が公開された[17]。

## 公演日程
- 開催日：2023年9月9日
- 開催会場：富士急ハイランド・コニファーフォレスト（山梨県）
- 開演時間：17時
  - 同時刻より配信プラットフォーム『Johnny's net オンライン』にて生配信された[8]。

## セットリスト
※出典を参照。
1. ズッコケ男道
2. 無責任ヒーロー
3. 未完成
4. 生きてる僕ら
5. 象
6. NOROSHI
7. Baby Baby
8. 夕闇トレイン
9. BOY '23
10. ハライッパイ
11. 勝手に仕上がれ
12. LIFE〜目の前の向こうへ〜

〈MC〉
1. オオカミと彗星
2. 大再生
3. 罪と夏
4. T.W.L
5. サタデーソング
6. ナントカナルサ
7. SLOW

〈アンコール〉
1. 純情恋花火

## 演出
本公演は、関ジャニ∞が野外ロックフェスおよび野外ライブに出演する取り組み「KANJANI∞ FESTIVAL SESSIONS 2023の第3弾として開催され、フェスに来られたファンは限られていたことから、本公演のセットリストは『ROCK IN JAPAN FESTIVAL 2023』や『WANIMA presents 1CHANCE FESTIVAL 2023』に出演した際のセットリストを元に、前半12曲は全てバンドスタイルで披露された。なお、当初は「20年でやってきたことを踏襲したセットリストにしよう」という話だったというが、『ROCK IN JAPAN FESTIVAL 2023』を経て「まだフェスというものを体験出来ていないファンにその空気感を味わって欲しい」という気持ちから大幅に変更したという。
前半のセットリストの中で、「生きてる僕ら」がライブ初披露、「Baby Baby」のバンドバージョンが約13年振りに披露された。
前半のセットリストは、「ズッコケ男道」や「無責任ヒーロー」や「NOROSHI」や「LIFE〜目の前の向こうへ〜」といった定番曲に加え、前述の「生きてる僕ら」や「未完成」や「ハライッパイ」といった開催当時の新曲、「象」や「勝手に仕上がれ」といったバンドとしてのライブ鉄板曲、前述の「Baby Baby」や「夕闇トレイン」や「BOY '23」といった10年以上前のアルバム収録曲など、フェスで披露した楽曲だけでなく幅広い楽曲をバンドスタイルで披露した。
本公演のMCでは、2024年にデビュー20周年を記念したアリーナ公演およびドーム公演を開催することや、2024年の大まかなスケジュールが発表された。更に、メンバーの安田章大が9月11日に誕生日を迎えることから、サプライズでケーキを運ぶなどの祝福を行った。
本公演の後半は、ダンス曲の披露や、トロッコやウォーターキャノンを使用した演出を行うなど、エンターテインメントを全面に打ち出したセットリストとなっている。
後半のセットリストでは、「オオカミと彗星」や「大再生」や「SLOW」がライブ初披露された。
アンコールでは、メンバーが浴衣で登場し、「純情恋花火」を披露した際に花火が打ち上がる演出が行われた。

## グッズ
※出典を参照。
| グッズタイトル            | 価格      |
| ------------------------- | --------- |
| ジャンボうちわ（集合1種） | 800円     |
| Tシャツ（全2種）          | 各3,500円 |
| マフラータオル（個人5種） | 各1,800円 |
| スマホショルダー          | 2,500円   |

- 会場販売とオンラインストア販売を共に実施[21][22]。
- 会場販売はBOY PARK内で実施[21][22]。
- オンラインストア販売スケジュール
  - 販売期間：2023年7月18日 - 9月12日[21]
  - 発送期間：同年8月上旬より発送[22]。